# Épinay-sur-Odon

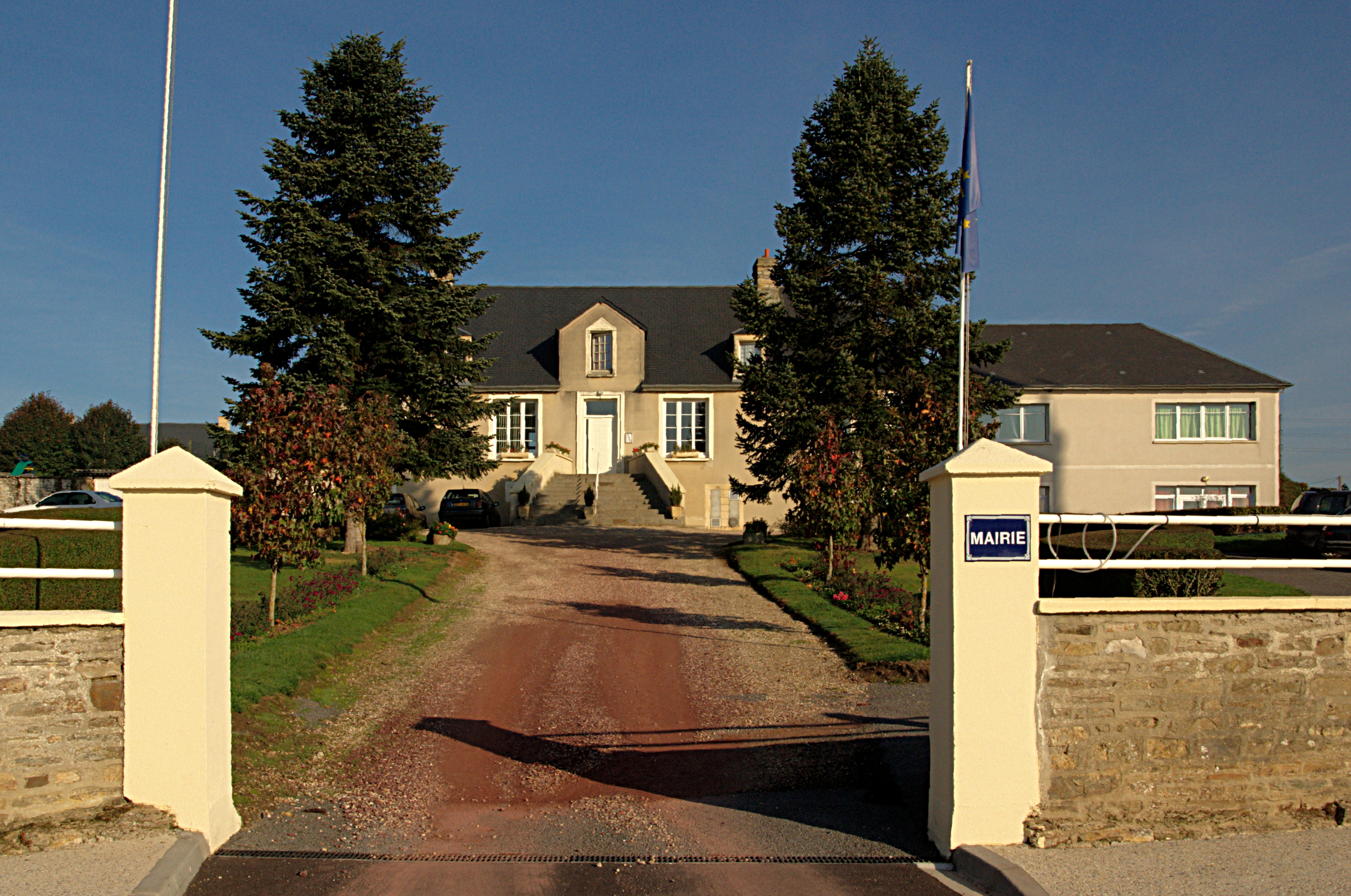
Mairie der Gemeinde

Épinay-sur-Odon ist eine französische Gemeinde mit 629 Einwohnern (Stand: 1. Januar 2022) im Département Calvados in der Region Normandie. Sie gehört zum Arrondissement Vire und zum Kanton Les Monts d’Aunay. Die Einwohner werden als Épinois bezeichnet.

## Geografie
Épinay-sur-Odon liegt im Grenzbereich der Ebene von Caen, etwa 22 km südwestlich von Caen. Umgeben wird die Gemeinde von Parfouru-sur-Odon im Norden, Val d’Arry mit Tournay-sur-Odon im Nordosten, Landes-sur-Ajon im Osten, Le Mesnil-au-Grain im Südosten, Longvillers im Süden, Maisoncelles-Pelvey im Südwesten, Villers-Bocage im Westen sowie Villy-Bocage in nordwestlicher Richtung.

## Bevölkerungsentwicklung
| Jahr                             | 1793 | 1836 | 1876 | 1926 | 1946 | 1968 | 1990 | 2016 |
| Einwohner                        | 845  | 920  | 656  | 470  | 494  | 347  | 549  | 626  |
| Quelle: Cassini, EHESS und INSEE |      |      |      |      |      |      |      |      |

## Sehenswürdigkeiten
- Kirche Saint-Martin aus dem 19. Jahrhundert
- Landhäuser aus dem 17. und 18. Jahrhundert
- Lavoirs (Waschhäuser)

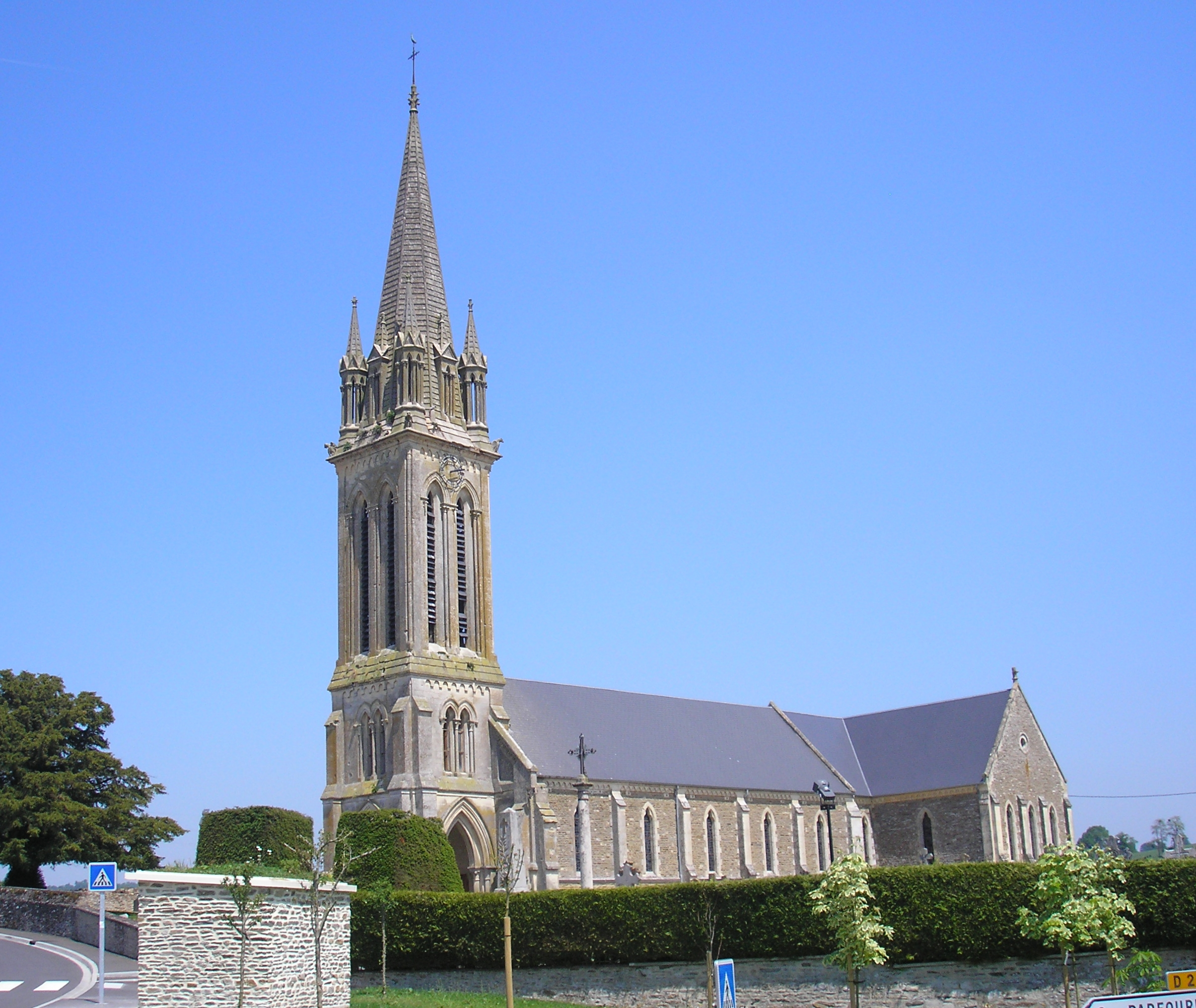
Kirche Saint-Martin
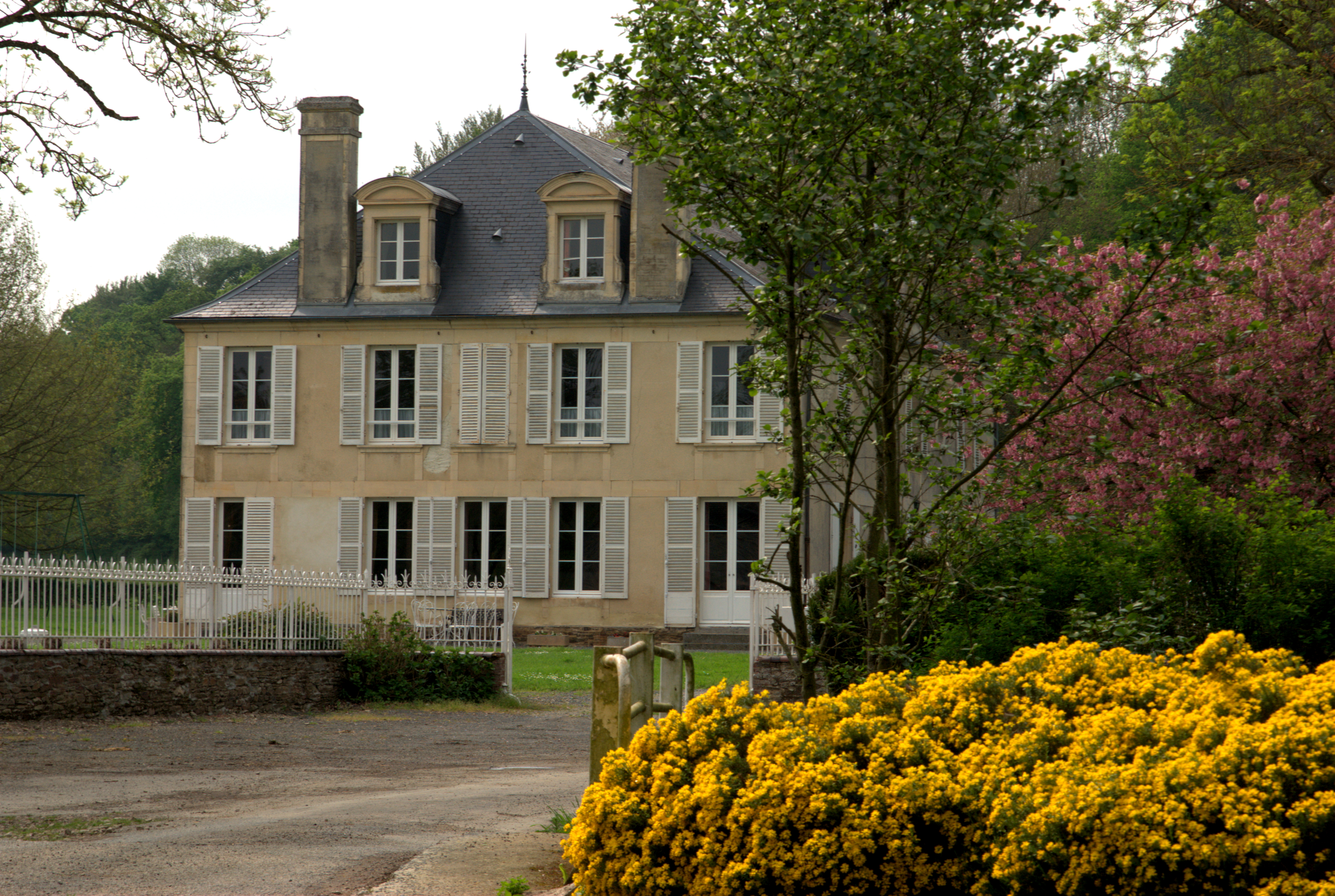
Landhaus (17. Jahrhundert)
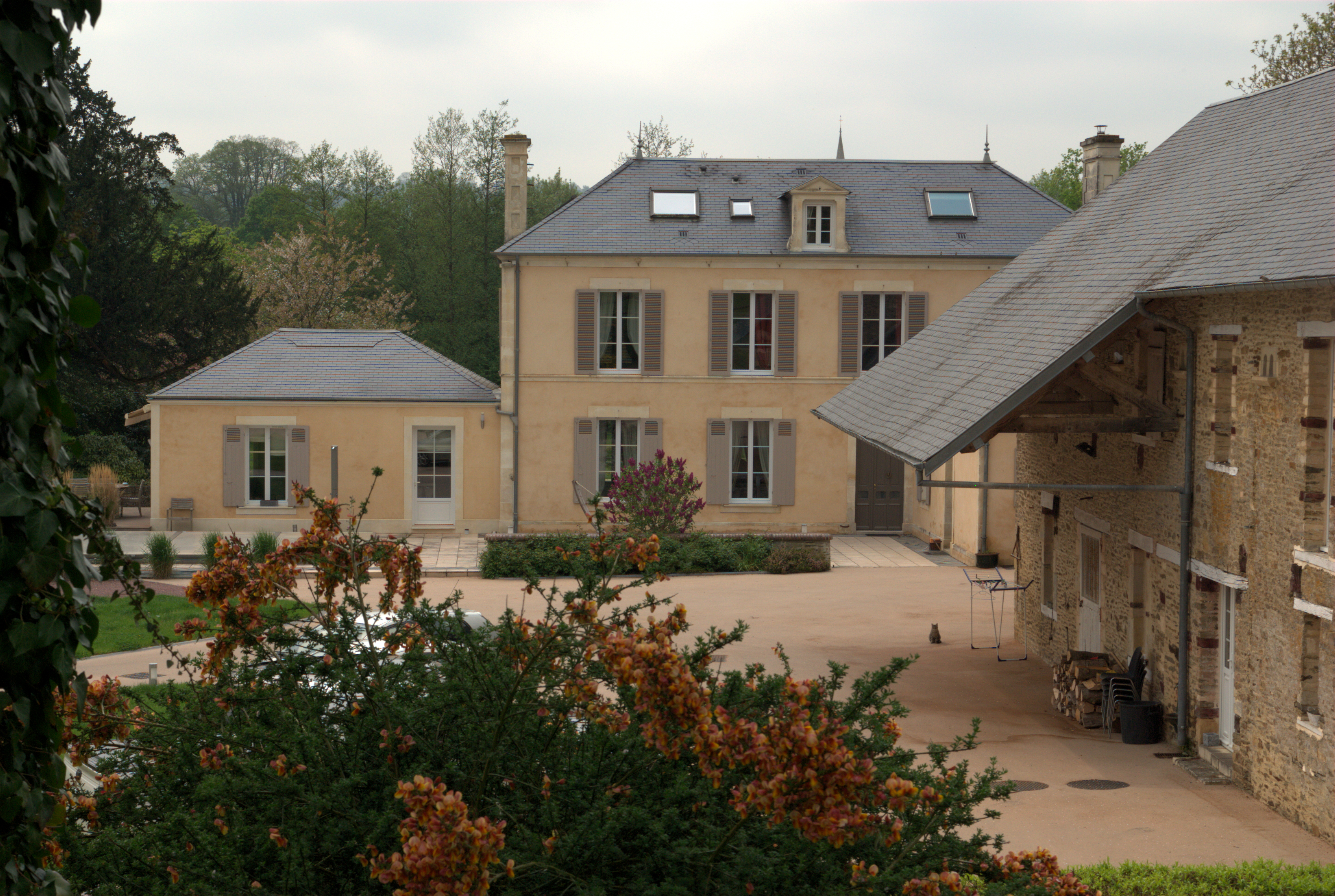
Landhaus (18. Jahrhundert)
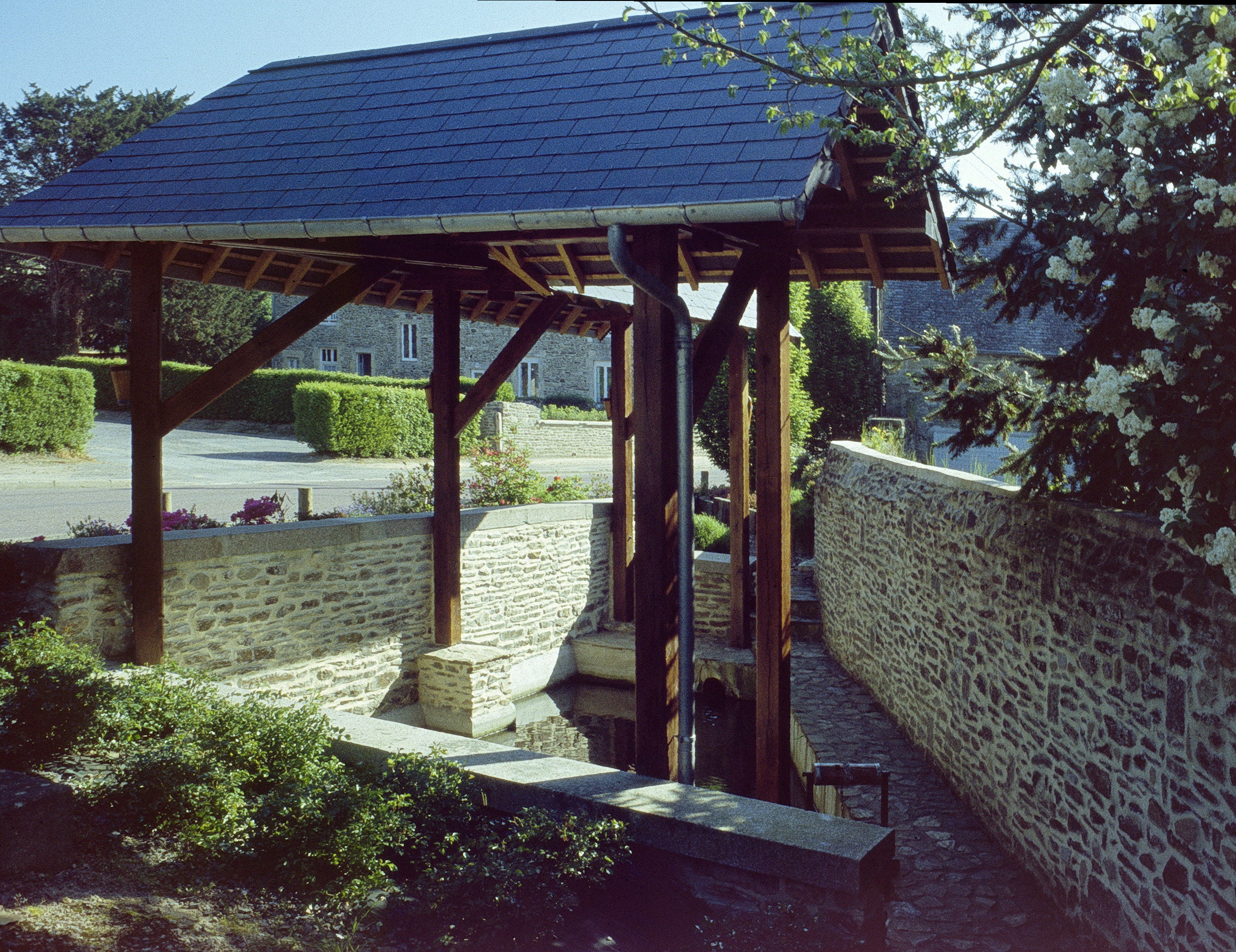
Waschhaus
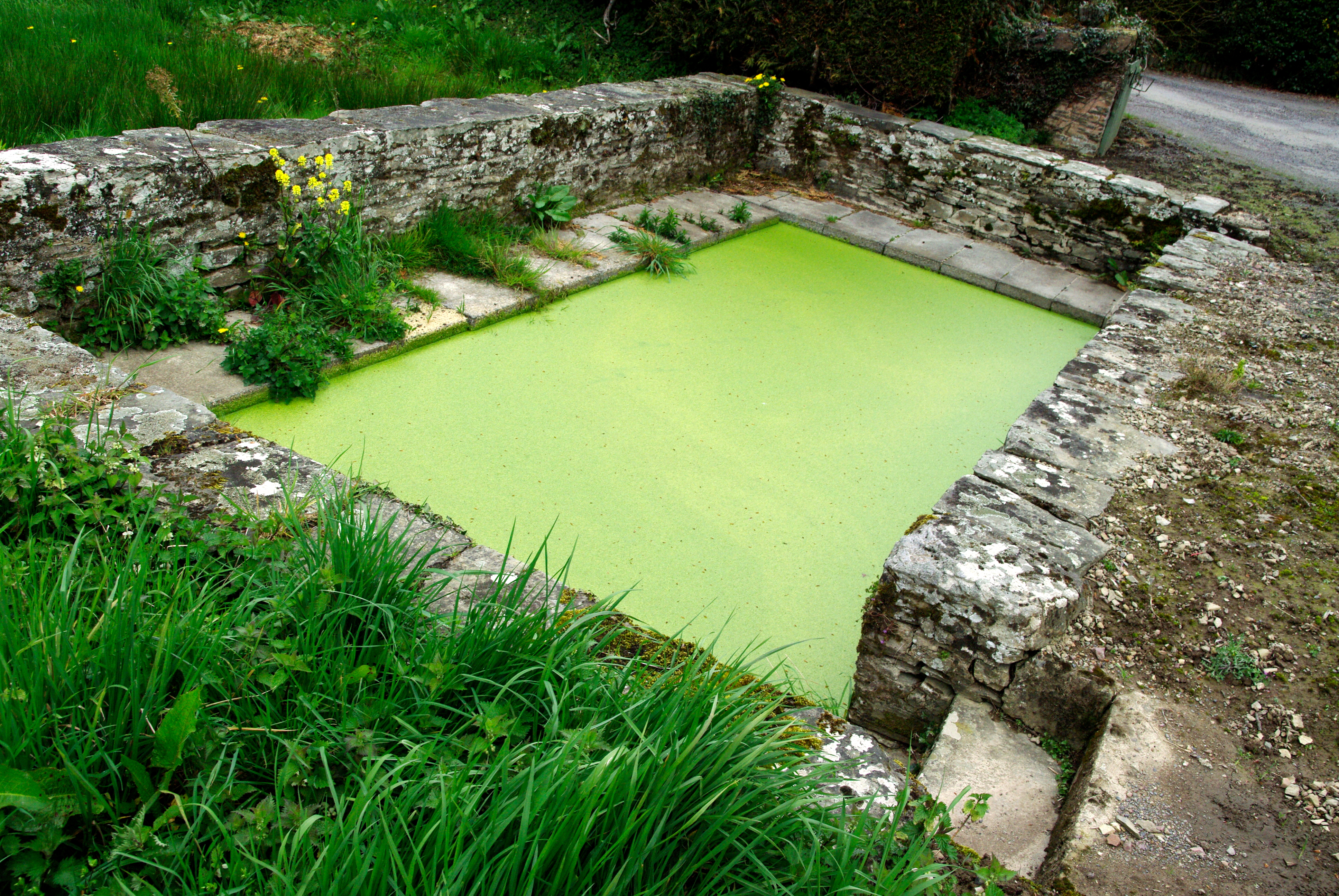
Waschhaus am Lieu-dit Épène